# 混堂司
混堂司，明朝四司之一，掌宮內沐浴事務。
混堂即澡堂，混堂司由正五品的太監擔任，由惜薪司供給燃煤，内官监拨给火伕。但有權勢的太監常在皇城外边寺庙里的私人澡堂去洗澡。清初廢混堂司。

## 官制
- 掌印太监，一员；
- 佥书，无定员；
- 监工，无定员。